# Майликент
Майликент (каз. Майлыкент) — село в Тюлькубасском районе Туркестанской области Казахстана. Входит в состав Кемербастауского сельского округа. Код КАТО — 516049600.

## Население
В 1999 году население села составляло 230 человек (116 мужчин и 114 женщин). По данным переписи 2009 года, в селе проживали 192 человека (102 мужчины и 90 женщин).